# خط فرمان
برنامه خط فرمان (به انگلیسی Command Prompt) که به نام (cmd) هم شناخته می شود رابط کاربری و دستوری متنی سیستم عامل‌ها مانند ویندوز به حساب می‌آید.خط فرمان در مقایسه با رابط کاربری گرافیکی محیطی بی روح دارد. رابط کاربری متنی در مقابل رابط کاربری گرافیکی (Graphic User Interface / GUI) قرار می‌گیرد. در واقع در رابط کاربری گرافیکی از اشیای سیستم عامل استفاده می‌کنیم تا کارهای رایانه ای مان را انجام دهیم و در رابط کاربری متنی از دستور نویسی استفاده می‌کنیم.
برای مثال (در ویندوز ما روی My Computer دابل کلیک می‌کنیم و وارد Drive C می‌شویم و فایل File.txt را حذف می‌کنیم، از رابط کاربری گرافیکی سیستم عامل ویندوز برای حذف یک فایل در درایو C استفاده کرده‌ایم اما همین کار را می‌توان با رابط کاربری متنی انجام داد، که باید در Command Prompt دستور DEL C:\File.txt را وارد کنیم. در محیط خط فرمان معمولا صفحه‌های نمایش دارای 25 سطر و 80 ستون هستند و در هر ستون یک کاراکتر تایپ می‌شود.

## تاریخچه رایانه و خط فرمان
رایانه‌ها اصولاً به وسیله سیستم عامل امکانات نرم‌افزاری و سخت‌افزاری را در اختیار کاربران قرار می‌دهند. سیستم عامل‌ها نوعی نرم‌افزار اند (معمولاً با زبان برنامه‌نویسی اسمبلی یا C ساخته می‌شوند) که امکان استفاده از سخت‌افزار و نصب نرم‌افزار و مدیریت اینها را در اختیار کاربر قرار می‌دهد و این کار را با استفاده از رابط کاربری (User Interface / UI) انجام می‌دهند.
رابط کاربری در سیستم عامل‌های قدیمی فقط به صورت متنی بود (همانند خط فرمان) و با پیشرفت دانش رایانه، رابط‌های کاربری گرافیکی (Graphic User Interface / GUI) هم به سیستم عامل‌ها افزوده شد.

## استفاده از خط فرمان
خط فرمان در سیستم عامل‌های مانند ویندوز، لینوکس و… به صورت یک نرم‌افزار ارائه می‌شود که معمولاً نام Command Prompt دارد.
برای اجرای خط فرمان در سیستم عامل مایکروسافت ویندوز، می‌توانید از منوی Start، گزینه All Programs پوشه Accessories را باز کنید و برنامه Command Prompt را اجرا کنید. در محیط این برنامه (Command Prompt لینوکس هم مشابه ویندوز است) می‌توانید با استفاده از دستورهای خط فرمان، کارهای رایانه‌ای تان را انجام دهید.
برای استفاده آسان از خط فرمان ویندوز، می‌توانید با فشردن دکمه‌های Win+R بر روی کیبورد و بعد از باز شدن پنجره مربوطه، کلمه CMD را تایپ کنید و سپس دکمه enter را بفشارید تا وارد محیط خط فرمان ویندوز شوید.
در cmd اگر نیاز به کمک و دسترسی به کد های مختلف داشتید با استفاده از help می توانید به راحتی کد ها را بیابید.

### مزایای استفاده از خط فرمان[۱۲]
در دنیای فیلم و سینما ما موجوداتی می‌بینیم که سوپر هکر محسوب می‌شوند؛ شخصی که می‌تواند در کمتر از ۳۰ ثانیه به اطلاعات فوق‌سری یک کامپیوتر نظامی دسترسی پیدا کند! اما آیا تا حالا به این نکته توجه کرده‌اید که این موجودات عجیب‌الخلقه هیچ اعتقادی به ماوس ندارند؟ علت این امر آن است که فیلمسازها می‌دانند که ما انسان‌ها به طور غریزی آگاهیم که تنها وسیله‌ای که واقعاً برای ارتباط با کامپیوتر و انجام هر کاری با آن لازم است، کیبورد است.
اکثر کاربران کامپیوتر از رابط کاربری گرافیکی (Graphical User Interface) یا GUI استفاده می‌کنند و از نظر آنها رابط خط فرمان (Command Line Interface) یا CLI چیز وحشتناکی است که به تاریخ پیوسته است. البته که این یک تصور کاملاً غلط و تأسف‌برانگیز است، زیرا یک CLI‌ خوب یک روش فوق‌العاده برای برقراری ارتباط با کامپیوتر است و قابلیت‌هایی ارائه می‌دهد که یک GUI فاقد آنهاست. شاید این جمله‌ی معروف را شنیده باشید که: GUI کارهای ساده را ساده می‌کند و CLI کارهای سخت را ممکن می‌کند.
اجازه دهید قدرت CLI در مقابل GUI را با ذکر یک مثال نشان دهیم. فرض کنید بخواهیم از بین چند صد فایل موجود در یک دایرکتوری، فایل‌هایی را که دارای پسوند .txt هستند، در یک دایرکتوری دیگر کپی کنیم. اگر بخواهیم از GUI برای این کار استفاده کنیم، راهی نداریم جز اینکه این فایل‌ها را یکی‌یکی بررسی کنیم و هر فایلی را که داری پسوند .txt است، انتخاب کنیم. اما این کار، با استفاده از CLI، فارغ از تعداد فایل‌ها، تنها به یک دستور نیم‌خطی نیاز دارد. اگر به دنبال آموزش عمیق و کامل خط فرمان در لینوکس هستید سایتhttps://learnclasico.com/  بهترین راهنما و آموزش برای شما خواهد بود.

## جایگزین ها
از جمله جایگزین های CMD ویندوز می توان به QwertyCMD و EasyCMD و PowerCMD و SuperCMD اشاره نمود.